# Палма Пресс
Палма Пресс — независимое российское издательство. Основано в Москве в феврале 2008 года. Основное направление — выпуск манги и комиксов. С 2013 выпускает преимущественно комиксы.
«Палма Пресс» выступает спонсором различных аниме-фестивалей, таких как М.Ани.Фест, Дай-Фест и Отакун.

## Продукция
Издательство выделяется на российском рынке подбором выпускаемых произведений, рассчитанных на аудиторию старше 16 лет.

### Манга
Издательство имеет лицензии на выпуск следующей манги: 

(список представлен в формате «Название на русском / Название на английском (автор(ы))»
- Адзуманга / Azumanga Daioh (Киёхико Адзума)
- Бессердечный / Empty Heart (Минасэ Масара)
- Бракованная кукла / Inferior Doll (Каири Симоцуки)
- Всё о нас и т.д. / Bokura Ni Matsuwaru Etc. (Кюго)
- Две стороны Мидзухо / Mizuho Ambivalent (Мари Коидзуми)
- Ёцуба! / Yotsubato! (Адзума Киёхико)
- Кантарелла / Cantarella (Ю Хигури)
- Корона / Crown (Вада Синдзи, Ю Хигури)
- Крысолов / Pied Piper (Асада Торао)
- Кровавый поцелуй в ночи / Koyoi wa Kimi to Chi no Kisu wo  (Макото Татэно)
- Лучший любовник / Gokujou no Koibito (Масара Минасэ)
- Милашки / Lovelys!! (Мидзуо Синономэ)
- Мой дорогой господин / Ore-sama Darling (Тика)
- Неземная любовь / Heaven’s Love (Каири Симоцуки)
- Некроманки / Nekuromanesuku / Necromanesque (Тамаоки Бэнкё)
- Она Она Он / Girl X Girl X Boy (Кудзира)
- Отвязная троица / Mitsudomoe (Норио Сакураи)
- Падшая луна / Daten no Tsuki (Тои Хасуми)
- Подружки / Girl Friends (Милк Моринага)
- Предчувствие / Yokan (Татэно Макото)
- Роскошный Карат Galaxy / Gorgeous Carat Galaxy (Ю Хигури)
- Свобода, свобода! / Liberty Liberty! (Хинако Таканага)
- Торадора! / Toradora! (Дзэккё)
- Цугумомо / Tsugumomo (Ёсикадзу Хамада)
- Чобиты / Chobits (CLAMP)
- Школьный двор (Дзюн Икэда)
- Эскиз / Croquis (Хинако Таканага)
- Я не ангел! / Tenshi Ja Nai! (Такако Сигэмацу)

### Америманга
- 12 дней / 12 days (Джун Ким)
- Re:Play (Кристи Лижевски)
- Бланк / Blank (Поп Ман)
- Поцелуй вампира. Кровные братья (Эллен Шрайбер)
- Сладкий яд / Poison Candy (Дэвид Хайн, Ганс Стейнбах)
- Школа лета (Чак Остин, Хироки Оцука)
- Яростная месть / Gyakushu! (Дэн Хипп)

### Комиксы
- Сунсний мур (Олеся Холодчук)

### Книги
- Мария Лимбург
  - «Котик Ося»

- Кейко Фури
  - «Ангел»
  - «Ловушка»

- Алексей Караулов
  - «Мун, пощадивший солнце»
  - «Список запрещённых детей»

- Руми Роуз
  - «Тонкая линия»
  - «Шоубойз»

### Критика продукции
Обозреватель AnimeMagazine Online на примере америманги «12 дней» отмечает высокое качество печати томов манги, качественную бумагу и плотную склейку листов, хотя и довольно скучный шрифт. В журнале «Хроники Чедрика» дали среднюю оценку изданию «Роскошного карата Galaxy»: «Манга, изданная „Palma Press“, выглядит действительно роскошно: глянцевая суперобложка, цветная вставка с оригинальным вариантом обложки, плотная бумага, достаточно качественная печать – казалось бы, пиршество для глаз и духа. Однако при более близком знакомстве возникают кое-какие вопросы к издателям». Было отмечено, что чёрный цвет недостаточно чёрен, слабоват перевод. Критике также подверглась использованная гарнитура, плохо подобранная для написания речи персонажей. Автор статьи пишет, что шрифт смотрится неуместно и тяжело воспринимается глазом, а на «тёмном или пёстром фоне он становится практически нечитаемым». Вместе с тем фанаты о качестве изданного произведения отзываются резко негативно: были отмечены ошибки при печати, грамматике, вёрстке и других областях оформления тома. В издании русского комикса «Сунсний мур» критиковались очень насыщенные тёмные оттенки.